# Msabbaha
|  | No s'ha de confondre amb Misbaha. |

La msabbaha (àrab: مسبحة, musabbaḥa, també romanitzat musabaha, literalment ‘natació’) és una variació de l'hummus, popular al Xam. A Galilea també es coneix com a mashausha (àrab: مشوشة, maxawxa).

## Ingredients
La principal diferència entre la msabbaha i l'hummus és la textura. En contrast amb l'hummus, els cigrons aquí romanen senceres. Igual que el hummus, es menja amb pa de pita fresc.
La base del plat és la balila: cigrons cuits i calents a la seva pròpia aigua amb una mica de comí, julivert picat i suc de llimona. A vegades s'aboquen sobre la balila pinyons fregits en oli d'oliva o samneh (mantega clarificada). Altres variants inclouen tahina i all picat.
Una variant de la msabbaha, popular a Damasc actualment, serveix cigrons i tahina amb mantega fosa, magrana o suc de llimona, i festucs o pinyons.
A Israel es coneix com a masabacha o mashawsha (hebreu: מסבחה‎) i sovint se serveix amb un condiment de salsa calenta al costat de plats secundaris. També es ven envasada.